# Alaena nyassae
Alaena nyassae är en fjärilsart som beskrevs av William Chapman Hewitson 1877. Alaena nyassae ingår i släktet Alaena och familjen juvelvingar. Inga underarter finns listade.